# Star Ocean
Star Ocean est une série de jeux vidéo de rôle, développée par tri-Ace, et éditée par Enix puis par Square Enix.

## Univers
Grandement inspiré du jeu Tales of Phantasia, auquel certains membres de Tri-Ace ont participé sous le nom de Wolf Team pour le compte de Namco, le cadre de Star Ocean est un environnement mélangeant monde médiéval et épopée spatiale.

## Historique
Le premier épisode de Star Ocean, commercialisé en 1996 sur Super Famicom, connait un succès relatif compte tenu de l'arrivée des consoles nouvelle générations depuis près d'un an au Japon (PlayStation et Saturn). Cet épisode n'est ni sorti aux États-Unis, ni en Europe.
Le second opus, Star Ocean: The Second Story, est sorti sur PlayStation en 1999 au Japon et en 2000 en France, le troisième titre de la série, Star Ocean: Till the End of Time, est sorti sur PlayStation 2 en 2004 en France.
Un volet de la saga parait sur Game Boy Color, Star Ocean: Blue Sphere, juste après la sortie de Star Ocean: The Second Story. Il en garde les mêmes personnages principaux.
Un cinquième volet, Star Ocean: The Last Hope sur Xbox 360, est sorti le 19 février 2009 au Japon et le 4 juin de la même année en France, puis a été porté sur PlayStation 3 en février 2010 en Occident. Une réédition des deux premiers volets sur PlayStation Portable est également sortie sous le nom de Star Ocean: First Departure et Star Ocean: Second Evolution.
Un sixième épisode, Star Ocean: Integrity and Faithlessness, est sorti au Japon le 31 mars 2016 sur Playstation 4 et le 28 avril de la même année sur Playstation 3. Il est disponible le 1er juillet de la même année en Europe uniquement sur PS4.

### Équipe de développement
- Concepteur de la série : Masaki Norimoto
- Scénariste / Programmeur / Réalisateur : Yoshiharu Gotanda
- Compositeur principal : Motoi Sakuraba
- Arrangeur musical : Hiroya Hatsushiba

## Épisodes

### Star Ocean
Cette histoire se déroule dans un monde fantastique, avec des elfes et bien d’autres créatures d’heroic fantasy. Celle-ci débute dans un village de Kratos où règne la paix et où tout est harmonie. Raty, le héros et son ami Don, travaillent dans une milice qui a pour objectif de protéger le village. Malheureusement, une maladie vient détruire l’harmonie qui y régnait en paralysant les habitants. Le joueur est alors chargé d’en déterminer la cause et d’y mettre fin au plus vite.
Les graphismes de Star Ocean sont très fins, très colorés et assez bien détaillés (reflets de l’eau, vol des oiseaux, danse des flammes, etc.)
Les combats, peu nombreux, ressemblent à ceux de Final Fantasy car on ne voit les monstres qu’une fois la bataille commencée, et à ceux de Secret of Mana qui sont orientés arcade. Durant ceux-ci, le joueur peut contrôler tous les personnages, en appuyant sur une touche afin de changer de personnage. Les sorts sont lancés grâce à deux touches dites "Raccourci". Sur ces touches, deux types de sorts peuvent être lancés : Certains de longue distance et d'autres de courte distance. Les sorts sont plus ou moins longs selon la position du joueur comparé à celle du monstre.
Le menu, qui est dans le style de Tales of Phantasia, est complet : coups spéciaux/magie, objets, stratégie, options, équipement, compétences, statut, sauvegarde... Une fois que les personnages montent d’un niveau un certain nombre de points leur est attribué pour augmenter la compétence voulue. Les déplacements sur la carte se font à la manière de Secret of Mana. La durée de vie du jeu est cependant assez faible, avec seulement une quinzaine d’heures).
Le jeu propose de très bonnes musiques pour l’époque, avec un grand nombre de mélodies, ainsi que des bruitages et les voix numérisées de qualité.
Le remake PSP de cet épisode se nomme Star Ocean : First Departure.

### Star Ocean: The Second Story
Ce second volet de la saga Star Ocean, a été développé sur PlayStation pour répondre au phénomène Final Fantasy VII.
Au début du jeu le joueur choisit un personnage principal (Claude, le combattant ou Rena, la magicienne) et suivant cette décision il doit effectuer des quêtes différentes et rencontrer divers compagnons. Quel que soit le choix, le début de l’histoire commence dans le village d’Arlia : « Trois mois auparavant, un météore s’était écrasé sur la planète, provoquant une recrudescence des monstres et de l’insécurité. ». Ces deux personnages feront routes ensemble tout au long de l'aventure. Cela dit, les personnages qui rejoindront votre équipe dépendront du perso que vous choisirez en début de jeu.
Dans cet épisode, il existe 14 personnages contrôlables permettant 87 fins différentes. Les actions solos, quant à elles, permettent de rencontrer des amis qui aideront, ainsi que d’améliorer les relations (ce qui à une incidence directe sur la fin du jeu).
En ce qui concerne les graphismes, ils sont d’une grande finesse, bien détaillés et variés ainsi que très colorés pour l’époque. Les angles de vue sont en grande partie bien choisis. Par contre, les personnages sont très petits dans les décors ce qui fait qu’on est vite perdu. La carte du monde n’est pas très bien réalisée, sans oublier la caméra avec laquelle il est difficile, en plein combat, de suivre les mouvements.
Lors des combats, le joueur dispose de quatre combattants. Une fois le combat terminé, les personnages gagnent un certain nombre de points d'expérience, de points d'habileté (AP ou ability points) permettant d’acquérir des nouveaux coups, sorts, capacités et de spécialiser les personnages.
Il existe dans cet opus trois façons de se battre. La première, Standard, ressemble aux batailles de Final Fantasy. La seconde, Semi-actif, permet au joueur de se déplacer sans s’occuper de la visée. La dernière, Actif, donne au joueur un contrôle total durant le combat. La visée est toutefois assez erronée car les coups manquent souvent leurs cibles.
Les possibilités du gameplay sont nombreuses. En effet, 300 objets sont disponibles sans compter ceux qu'il est possible de créer en en fusionnant certains. Les abilities sont assez nombreuses (dont une qui permet de voler les meilleurs objets du jeu aux personnages rencontrés). La durée de vie est de 25/30 heures sans prendre en compte les innombrables quêtes secondaires (quatre personnages cachés, un parc d’attraction à la Final Fantasy VII avec le Gold Saucer et un donjon caché avec de nombreux boss).
Le remake PSP de cet épisode se nomme Star Ocean : Second Evolution. 
Le deuxième remake sorti sur PS4, PS5 et Nintendo Switch s'appelle Star Ocean the second Story R.

### Star Ocean: Blue Sphere
Cet épisode sortit sur Game Boy Color peu après Star Ocean: The Second Story reprend les mêmes personnages que le deuxième volet mais dans une nouvelle aventure.

### Star Ocean: Till the End of Time
L’histoire de Star Ocean 3 commence 400 ans après la fin du second opus, en l’an 772 du calendrier galactique. Dans ce monde règnent deux royaumes, celui des Aligiv (militaire) et celui de Shihaz (agriculteur) (disons plutôt les Vendini, les méchants, et la Fédération, les « gentils ». Un autre groupe, Qwark, est entre les deux). Le joueur incarne Fate Linegod, 19 ans, parti en vacances avec ses parents et son amie Sophia Steed. Lors de leur paisibles vacances, la planète sera attaquée par des troupes d’assaut, inconnues. Les parents du jeune homme sont tués sous ses yeux. Le jeune héros va partir en quête de vengeance. En chemin, il rencontrera trois autres personnages, Souffle Rossetti, une jeune fille de quatorze ans, Cliff Fitter, un rude guerrier et Nel Zelpher, une espionne devant surveiller Fate. Au cours de cette épopée, l'équipe rencontrera les Sages apparus dans Star Ocean: The Second Story.
Les combats se déroulent en temps réel. Le joueur dispose d'une équipe de trois personnages, dont il peut changer un des membres avec une simple touche (à la manière de Final Fantasy X). Le joueur ne contrôle pas la totalité de son équipe. En effet, seul un personnage est contrôlable, ses compagnons étant sous la charge de l'intelligence artificielle. Il est possible de se déplacer librement sur l'aire de combat. La puissance des attaques ne varie pas, sauf placé derrière l'adversaire où les dégâts occasionnés seront plus importants. Les Guts Points (Gp) sont des points utilisés pour effectuer des attaques : si le compteur est à zére, il n'est possible d'attaquer ; à l'opposé, si la jauge est pleine, le personnage se défendra des attaques adverses. Ce système oblige à gérer les combattants.  
Chacun des personnages peut équiper six attaques spéciales nommées Battle Skills(quatre sur les commandes short range/long range et en Majeure/Mineure, deux en soutien, à savoir que tous ses emplacements ne seront pas forcément tous remplis). Selon l’endroit où elles sont placées, elles seront plus utiles en attaque ou en défense. Il sera aussi possible de créer des objets aux facultés diverse (vie, soin, etc.) et certains de ces items pourront se combiner aux Battle Skills pour en modifier les techniques.  
Les graphismes sont fluides, détaillés et les effets de lumières sont magnifiques. Il sera possible, dans cet opus, de déplacer la caméra de 360e et les déplacements sont très réalistes. Les cinématiques sont bien conçues avec les voix japonaise qui s’assemble à la perfection avec les personnages du jeu. Vu que quatre planètes sont visitées et que chacune d’elles possède villages, forêts, montagnes, etc., on peut dire que les décors sont assez variés.

### Star Ocean: The Last Hope
Star Ocean: The Last Hope est le quatrième opus de la série. Le titre, d'abord exclusif à la Xbox 360, est sorti le 19 février au Japon, le 3 mars aux États-Unis et le 4 juin en Europe.
Le titre bénéficie d'une localisation complète pour chacun des pays européens concernés par la sortie du jeu.
Par ailleurs, lors du Tokyo Game Show 2009, est annoncée l'adaptation sur PlayStation 3 du jeu. Intitulée Star Ocean: The Last Hope International, cette version sort le 9 février 2010 en France et aux États-Unis, ainsi que le 4 février 2010 au Japon. La version PS3 permet, contrairement à la version Xbox 360, de choisir entre les doublages Américains et Japonais, elle apporte également d'autres nouveautés, dont une refonte complète des menus.
De plus, cette version du jeu propose une localisation mondiale, un joueur Français peut par exemple jouer au jeu dans sa langue même s'il a importé une version du Japon, et vice versa, la PlayStation 3 n'étant pas zonée.
Du point de vue scénaristique, Star Ocean: The Last Hope se concentre sur les origines de la saga puisque l'histoire se passe des siècles avant les premiers épisodes. En effet, à la suite d'une troisième guerre mondiale ayant dévasté la Terre tout entière, les humains sont contraints de déserter la planète et de chercher un refuge adapté à la vie humaine, la seule solution étant une nouvelle planète induisant une longue et périlleuse recherche spatiale, considérée comme le dernier espoir de l'humanité. C'est donc dans ce contexte que le joueur incarnera Edge Maverick et Reimi Saionji, les deux héros principaux de ce 4e opus, tous deux soldats de la FRS (Fédération de Recherche/Reconnaissance Spatiale), dans leur quête d'une nouvelle planète pour sauver l'humanité.
Le système de combat est pratiquement identique à celui de Star Ocean: Till the End of Time, et demeure toujours aussi dynamique, bien que la principale différence notable est le retour au nombre de 4 personnages actifs en combats, le précèdent opus Star Ocean: Till The End of Time offrant la possibilité d'incarner seulement 3 personnages en combat.
Le système de combat est également gratifié d'une nouvelle option, l'Attaque Éclair, qui permet à chacun des personnages de passer rapidement derrière son ennemi afin de lui infliger des dégâts puissants et imparables.
L'un des points forts de Star Ocean: The Last Hope réside dans son contenu additionnel. En effet, le jeu propose de collectionner une multitude de choses : des objets, des informations concernant les monstres battus, des recettes de créations d'objets, des informations sur les vaisseaux spatiaux rencontrés dans le scénario, mais aussi et surtout un nombre gigantesque de Battle Trophies (ou littéralement Trophées de Combat). Contrairement au précédent opus sorti sur PlayStation 2, Star Ocean: Till the End of Time, qui offre la possibilité de collectionner 300 Battles Trophies généraux (sans classements par personnage), Star Ocean 4 propose 100 Battle Trophies par personnage (personnages étant au nombre de 9 dans le jeu), il compte ainsi pas moins de 900 Battles Trophies à collectionner.
La bande-son du jeu est toujours assurée par Motoi Sakuraba, compositeur attitré du studio tri-Ace. Bien que considérée par la plupart comme répétitive et manquant diablement d'originalité[réf. nécessaire], la bande-son de ce 4e opus n'en colle pas moins parfaitement à l'univers du jeu. Musiques douces et joyeuses dans les villes et villages, thèmes entrainants et dynamiques dans les donjons et les combats, Motoi Sakuraba propose un style Rock Progressif.

### Star Ocean: Integrity and Faithlessness
Star Ocean 5: Integrity and Faithlessness, cinquième opus de la série, se situe entre Star Ocean: The Second Story et Star Ocean: Till the End of Time. Il est sorti en 2016 sur PlayStation 3 et PlayStation 4 et exclusivement sur PlayStation 4 en Occident le 1er juillet 2016. Il se déroule sur la planète Faekrid, à 6 000 années-lumière de la Terre. Le système de combat s'inspire d'Infinite Undiscovery, puisqu'il n'y a aucune transition avec l'exploration.

### Star Ocean: The Divine Force
Star Ocean: The Divine Force est le sixième opus de la série. Il est sorti le 27 octobre 2022 sur Xbox One, Xbox Series, PlayStation 4, PlayStation 5 et Windows.

## Manga et anime
Un manga inachevé de Mayumi Azuma est paru, et plus tard une série animée, elle aussi inachevée, Star Ocean EX, tous deux basés sur Star Ocean: The Second Story.
Le manga n'a jamais été publié ni aux États-Unis, ni en Europe. La série animée, quant à elle, est actuellement licenciée par Geneon Entertainment USA et paraît en DVD. Elle couvre les évènements du premier disque du jeu Playstation, mais la seconde saison initialement prévue a été annulée. Cependant, Star Ocean EX a été poursuivi et terminé, publié finalement sur des CD Drama. Au total, ce sont quelque vingt-six épisodes qui sont parus sur les écrans de la télévision japonaise.